# Miodrag Aksentijević
Miodrag Aksentijević, né le 22 juillet 1983 à Niš, est un gardien de but international serbe de futsal. Il évolue dans le club français d'ACCS depuis 2019.
Miodrag commence le futsal en troisième division serbe et connaît deux promotion jusqu'en D1. En 2010, il rejoint le KMF Ekonomac avec qui il remporte cinq fois le championnat de Serbie en autant d'années. Après un an au Kazakhstan, Miodrag évolue quatre saisons au MFK Tyumen en Russie, dont il remporte le championnat en 2019. L'international serbe rejoint alors l'ACCS Paris 92 en France et termine premier le championnat tronqué par le Covid.
Miodrag débute en équipe de Serbie de futsal en 2010. Il dispute la Coupe du monde 2012 puis les Championnats d'Europe 2014, 2016, dont il est élu meilleur gardien, et 2018.

## Biographie

### En club
Miodrag commence le futsal à la demande de son parrain et intègre son premier club détenu par un restaurateur. Parti de troisième division, le gardien connaît deux promotion jusqu'en D1. 
En 2010, il rejoint le KMF Ekonomac avec qui il remporte cinq fois le championnat de Serbie en autant d'années. 
Après un an au Kazakhstan, Miodrag évolue quatre saisons à Tyumen en Russie dont il remporte le championnat en 2019. 
En 2019, l'international serbe rejoint l'ACCS Paris 92 en France. 

### En équipe nationale
Miodrag débute en équipe de Serbie de futsal en 2010. Il dispute la Coupe du monde 2012 puis les Championnats d'Europe 2014, 2016, dont il est élu meilleur gardien, et 2018,.

## Palmarès
Avec Ekonomac, il remporte cinq fois le championnat de Serbie en autant d'années.
Miodrag remporte ensuite le championnat de Russie en 2019. Après avoir rejoint l'ACCS, son équipe est en tête à l'arrêt du championnat de France, à cause de la pandémie au COVID 19. Le titre n'est pas attribué par la FFF.
Avec l'équipe de Serbie, il est élu meilleur gardien du Championnat d'Europe 2016. En mars 2020, il fait partie de la liste pour le trophée de meilleur gardien de but du monde en 2019 que le site Futsalplanet désigne chaque année.
- Championnat de Serbie (4)
  - Champion : 2011, 2012, 2013 et 2014 avec Ekonomac

- Championnat de Russie (1)
  - Champion : 2019 avec Tyumen

- Championnat de France
  - Premier du championnat 2019-2020 lors de l'arrêt des compétitions avec ACCS